# SMRT Corporation
SMRT Corporation est une entreprise de transport de passagers, basée à Singapour et détenue par le fonds souverain Temasek Holdings.
La compagnie gère notamment trois des cinq lignes du métro de Singapour.